# Huceine Paxá
Huceine Paxá ibne Haçane Riduão (em árabe: حسين باشا بن حسن رضوان; romaniz.: Ḥusayn Pasha ibn Ḥasan Riḍwān; m. 1662/3) foi o governador otomano do sanjaco de Gaza, um distrito que se estendia de Jafa e Ramla no norte a Baite Jibrim no sudeste e Rafa no sul, com Gaza como sua capital. Huceine pertencia à dinastia de Riduão, que por muito tempo ocupou o governo de Gaza. Tornou-se governador em 1644 depois de suceder seu pai Haçane Árabe Paxá. Serviu, com uma breve interrupção por seu filho Ibraim em 1660, até sua prisão em 1662. Também cumpriu mandatos intermitentes como governador de Nablus e Jerusalém e como emir alhaje (comandante da caravana Haje). Gaza prosperou sob Huceine e sua importância política aumentou tanto que o cônsul francês a considerou a capital virtual da Palestina. Huceine manteve relações amistosas com as tribos beduínas da região, comunidades cristãs locais e os franceses. Em 1662, foi preso pelas autoridades imperiais otomanas e executado em Damasco no final daquele ano ou em Constantinopla em 1663.

## Vida
Em meados do século XVII, Huceine serviu como governador de Jerusalém e Nablus. A partir de 1524, sua família, a dinastia de Riduão, administrou grande parte da Palestina e partes do Líbano e da Síria em nome de seus superiores otomanos baseados em Constantinopla e Damasco. Huceine também foi nomeado emir alhaje (comandante da caravana do Haje). Esta posição confiou-lhe o fornecimento e proteção da caravana anual de peregrinos do Haje de ataques beduínos enquanto os peregrinos atravessavam a rota do deserto para Meca no Hejaz.

### Governador de Gaza
Huceine herdou o governo de Gaza de seu pai Haçane Árabe Paxá após a remoção deste do cargo em 1644. Antes de assumir, Gaza estava em um estado econômico empobrecido e a família de Riduão estava muito endividada. Em 1656, as autoridades centrais otomanas, desconfiadas da influência abrangente de Huceine na Palestina, tentaram implicá-lo num escândalo de corrupção relacionado a transações de dinheiro e propriedades pouco claras numa reunião ocorrida em Nablus entre ele, seu cunhado Assafe Paxá, um grupo de notáveis de Jabal Nablus e um oficial otomano de Istambul, Ismail Paxá. De acordo com testemunhos contemporâneos, um grupo de chefes de aldeia de Jabalia aparentemente prejudicados pelo negócio de Nablus foi a Damasco para apresentar uma queixa às autoridades contra Ismail. No entanto, foram aconselhados pelas autoridades otomanas em Damasco a apresentar a queixa contra Huceine, em um esforço para minar sua credibilidade. Para restaurar o setor de comércio de Gaza, Huceine obteve grande empréstimo do cônsul francês em Jerusalém, Chevalier d'Arvieux. Quando pressionado a pagar em 1659, fez grandes esforços para produzir os fundos e prontamente pagou d'Arvieux numa reunião na cidade de Ramla. D'Arvieux então passou a esbanjar mantos e tecidos finos para mostrar sua gratidão a Huceine.
Huceine manteve uma reputação positiva entre as tribos beduínas que dominavam amplamente as áreas desérticas ao redor de Gaza. Essa relação resultou em uma queda drástica no conflito armado anteriormente rotineiro entre os beduínos nômades e a população assentada de Gaza e das cidades vizinhas. De acordo com seu biógrafo contemporâneo, Maomé Almuibi, foi capaz de subjugar as tribos beduínas e obter sua cooperação. Os chefes tribais beduínos teriam visitado sua corte em Gaza para prestar suas homenagens. De acordo com o historiador Martin Abraham Meyer, a influência de Huceine sobre os beduínos foi "marcada" e eles encerraram suas campanhas de pilhagem contra a cidade, permitindo que sua economia crescesse sem obstáculos. Um governador mais capaz do que seu antecessor, Huceine foi capaz de restaurar a riqueza da família, e Gaza entrou em um período de prosperidade. A posição da cidade foi elevada ao ponto em que d'Arvieux a descreveu como a capital da Palestina. O governo de Huceine sobre Gaza foi considerado benéfico, e de acordo com Meyer "todas as coisas prosperaram sob seu governo." A atividade econômica na época era principalmente agrícola e centrada no cultivo de grãos. Enquanto a indústria era primitiva, Gaza tornou-se o principal fabricante de sabão e vinho. Huceine era bem conhecido em toda a Palestina por suas muitas caridades e hospitalidade.
Além da maioria da população muçulmana, existiam grandes comunidades de judeus e cristãos que prosperaram sob a administração dele. Manteve relações amistosas com as várias comunidades cristãs na Palestina, bem como com os missionários franceses. Incomum na época para um governante muçulmano, permitiu que os cristãos locais construíssem uma igreja perto da Grande Mesquita de Gaza, consertassem igrejas já existentes em toda a província e construíssem hospícios. Nomeou seu filho Ibraim como governador de Jerusalém e, mais tarde, entregou-lhe o cargo de governador de Gaza, reduto da dinastia. Manteve o cargo de governador de Nablus e continuou a comandar a peregrinação anual do Haje de Damasco a Meca. Restaurou-se como governador de Gaza em 1661 quando Ibraim foi morto em uma expedição punitiva ordenada pelos otomanos contra rebeldes drusos no Monte Líbano.

### Prisão e morte
Petições anônimas foram enviadas à capital otomana, Istambul, condenando sua liderança na caravana do haje, o que foi justificativa suficiente às autoridades otomanas deporem-no. Assim, durante a parada da caravana na fortaleza de Muzairibe a caminho de Meca, Huceine foi capturado e depois preso em Damasco. Pouco depois, foi transferido para Istambul, onde foi morto enquanto estava encarcerado em 1662-63. O historiador Jean-Pierre Filiu afirma que foi executado na cidadela de Damasco em 1662. De luto pela morte de Huceine, o poeta damasceno Abde Assamã Aldimasqui escreveu:
"Ele não cometeu nenhum crime, mas estes são dias de domínio da inveja. Acorrentado dentro de uma cela de masmorra, eles o temiam como alguém temeria uma espada em sua bainha."
Huceine foi sucedido por seu irmão Muça Paxá. De acordo com o historiador Dror Ze'evi, "os otomanos devem ter presumido que matando Huceine Paxá, eles... eventualmente seriam capazes de destruir os remanescentes da dinastia estendida." Membros da família Riduão continuaram a governar Gaza. consecutivamente, mas a partir de uma posição enfraquecida e com uma influência política consideravelmente menor. O último governador Riduão foi o filho de Muça Paxá, Amade Paxá, que governou até 1690.

## Vida pessoal

### Características
Enquanto Muibi descreve o árabe Haçane Paxá como um "perdulário e hedonista" imprudente, Huceine Paxá foi descrito como um "modelo de perfeição". Muibi afirmou que Huceine Paxá era bonito, nobre e culto e "um homem de feitos cuja reputação o precedeu". Embora Huceine fosse analfabeto, memorizou vários livros de poesia e prosa árabes. Foi ainda descrito como um "líder resoluto" na guerra e na política.

### Família
Huceine teve vários filhos, incluindo parentes adotivos. Seu filho Ibraim foi morto em combate em 1661. Ele adotou o filho de sua falecida irmã, Farruque, cujo falecido pai, Ali ibne Maomé Farruque, havia sido um importante emir. A filha de Huceine, Xacra Catum, era casada com o emir Assafe Paxá. Huceine teve 85 irmãos, o mais notável entre eles foi o sucessor de Huceine, Muça Paxá. De acordo com o historiador Theodore Dowling, o serrai de Huceine, hoje conhecido como Cácer Albaxa, era ricamente mobiliado e ficava no meio de um jardim. Uma das famílias de servos eram os Frangi que eram de origem greco-católica, mas convertidos ao Islã. Assalã Frangi foi secretário de Huceine.